# Улица Мусина (Казань)
Улица Мусина (тат. Мусин урамы, Musin uramı) — улица в Ново-Савиновском районе Казани. Названа решением Совета Министров ТАССР № 257 от 16 мая 1983 года в честь Рашида Мусина, 1-го секретаря Татарского обкома КПСС в 1979–1982 годах.

## География
Начинаясь от пересечения с улицей Сибгата Хакима, пересекается с улицами Чистопольская, Четаева, Ямашева, Лаврентьева, Чуйкова и заканчивается пересечением с улицей Голубятникова у посёлка Дружба. По одной стороне улицы расположены кварталы №№ 65, 58А, 40 (незастроенный), 17, по другой — №№ 66, 58, 37, 39 и 18. Ранее пересекалась с улицами Каховская, Прямая, Черноморская, Нивелирная, Теодолитная, Багрицкого, Штативная, МОПРа, Ветлужская, Южная, Северная, Поперечно-Мирная, Поперечно-Северная и 2-я Поперечно-Северная.

## История
Возникла во второй половине 1930-х годов как Мирная улица в историческом районе Савиновская стройка, являясь его восточной границей. На 1939 год на улице имелось одно домовладение (№ 5/78). Ко второй половине 1950-х годов была одной из самых длинных улиц посёлка — её длина составляла 1,1 км; начинаясь от Каховской улицы, она пересекалась с улицами Каховская, Прямая, Черноморская, Нивелирная, Теодолитная, Багрицкого, Штативная, Ветлужская, Южная, Северная, Поперечно-Мирная и Поперечно-Северная; примерно в то же время вдоль части улицы была проложена Верхнезареченская дамба.
В конце 1960-х — начале 1970-х годов часть домов по улице была снесена, попав под застройку кварталов №№ 37 и 39 Ленинского района — первых кварталов жилого массива Новое Савиново. Постепенная застройка улицы многоэтажными домами продолжалась до середины 2010-х годов: кварталы №№ 17-18 в северной части современной улицы были застроены в 1980-х годах, в середине 1990-х — кварталы №№ 58 и 66 в южной части улицы. После сноса частных домов посёлка Ново-Савиново («Савинки») в 2000-е годы были застроены кварталы № 58А и № 65 в юго-западной части улицы; последним, в конце 2000-х — начале 2010-х годов был застроен самый близкий к Казанке участок улицы — здесь были возведены дома жилых комплексов «Берег» и «Магеллан».
С момента возникновения улица административно относилась к Ленинскому (до 1994 года), затем к Ново-Савиновскому (с 1994 года) районам.

## Примечательные объекты
- № 10/10 — мечеть «Булгар»[тат.].
- № 17 — школа № 177.
- №№ 7, 21, 23 — жилые дома для переселенцев из ветхого жилья.[17][18]
- № 30 — школа № 49.
- № 32 — школа № 9.
- № 33/46 — ТРЦ «Парк Хаус».
- № 50а — детский сад № 145.[19]
- № 53б — детский сад № 338 (бывший ведомственный вертолётного завода).[20][21]
- № 59 — в этом доме во второй половине 1970-х годов располагалось почтовое отделение № 103; в этом же доме в 1970-е годы на время выборов в районный и городской советы располагался избирательный участок.[22][23]
- № 59б к2 — бывшее общежитие стройтреста № 2.[24]
- № 68а — жилой дом стройтреста № 5.[25]
- № 70 — жилой дом треста «Татэлектромонтаж».[26]
- № 74а — детский сад № 384 «Черёмушки».[27]

## Транспорт
На улице расположены 2 остановки общественного транспорта: «Мусина» и «Чуйкова», на которых останавливаются автобусы №№ 15 и 55.
Автобусный транспорт появился на улице в середине 1970-х годов, когда до 39-го квартала стали ходить маршруты №№ 22, 26, 28, 29, 33. Ближайшая трамвайная и троллейбусная остановка — «Мусина» (ранее «Мирная» и «Ковровый цех») находится на пересекающем улицу проспекте Ямашева.

## Известные жители
В разное время на улице проживали поэтесса Гульшат Зайнашева (дом № 53), педагог Леонид Волович (№ 61а), шахматист Валерий Яндемиров (№ 49а).